# Sandviks Kvarn

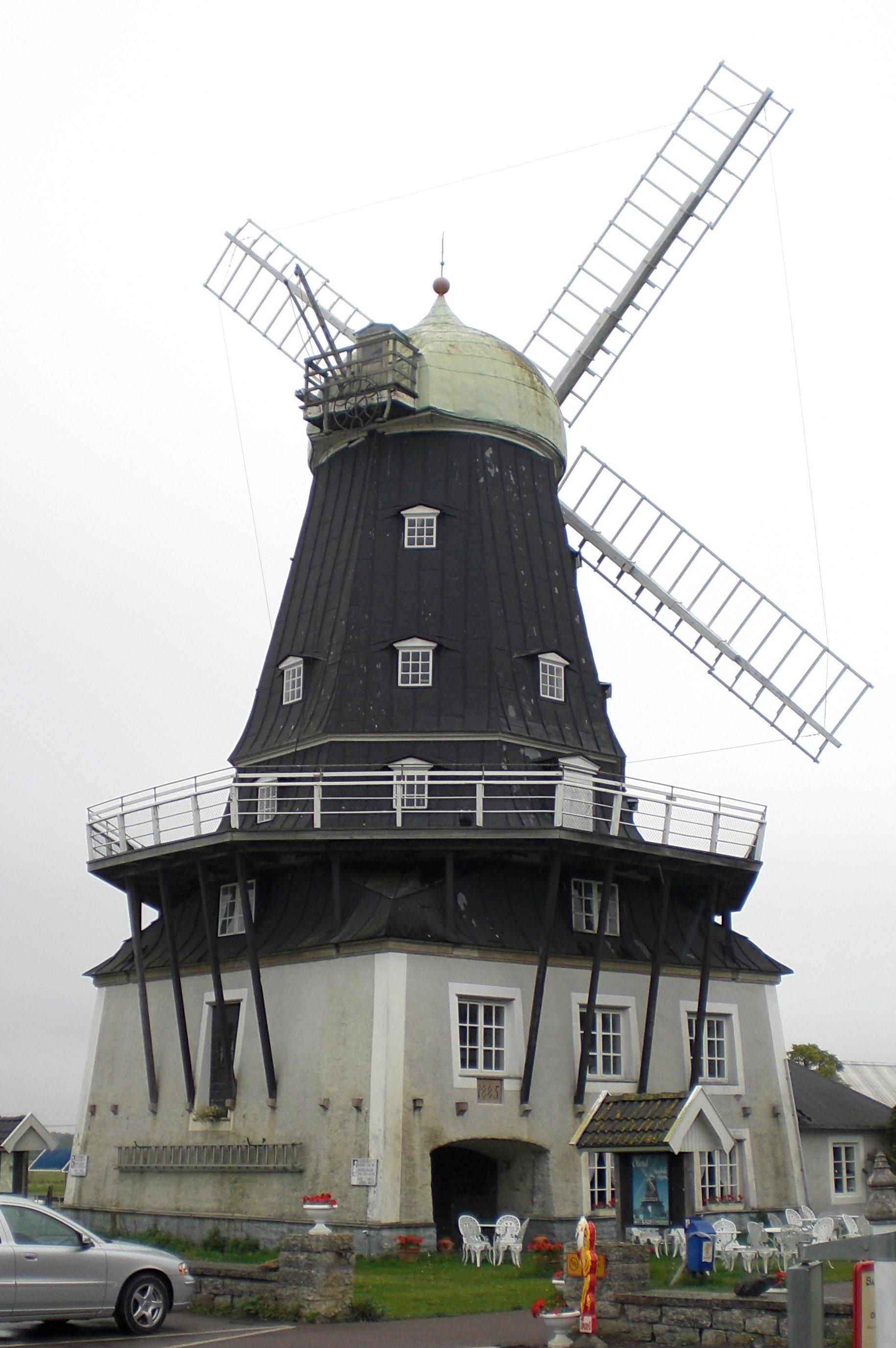
Sandviks Kvarn

Sandviks Kvarn (dt. Sandviker Mühle) ist eine Holländerwindmühle in Sandvik auf der schwedischen Ostseeinsel Öland. Sie ist eine der größten Windmühlen in Nordeuropa. Seit 1980 ist sie als Byggnadsminne eingestuft.

## Geschichte
Sandviks Kvarn wurde 1856 in Vimmerby auf dem schwedischen Festland errichtet. Nach einem Schaden an den Flügeln wurde sie zunächst nicht mehr als Mühle, sondern anderweitig genutzt. 1885 wurde sie verkauft. Der Käufer ließ die vollständige Mühle demontieren. Die nummerierten Teile wurden nach Sandvik gebracht und hier auf einem zwei Etagen hohen, aus öländischem Kalkstein bestehenden Sockel wieder aufgebaut.
Anders als die in Öland stark verbreiteten sogenannten Stubb-Mühlen, die üblicherweise nur für den Hausbedarf betrieben wurden, war die Sandviker Mühle eine Lohnmühle. 1909 übernahm der Sohn des Mühlenkäufers die achtstöckige Mühle und bewirtschaftete sie bis in die 1950er Jahre. Ursprünglich bestanden im Erdgeschoss sowohl auf der Ost- als auch auf der Westseite Einfahrten durch die Pferdefuhrwerke zur Be- und Entladung direkt in die Mühle einfahren konnten. Mit einem Aufzug wurden direkt vom Wagen die Getreidesäcke in die fünfte Etage befördert. Auch die Wohnung des Müllers befand sich in der Mühle. Die auf der südlichen Erdgeschossseite befindliche Wohnung wurde im Laufe der Zeit jedoch zunächst zur Werkstatt, 1926 zum Maschinenraum für einen Rohölmotor umgebaut.
Der örtliche Heimatverein erwarb die Mühle 1955 und eröffnete ein einfaches Cafe. 1964 wurde die im ehemaligen Maschinenraum befindliche Küche modernisiert und das Cafe zum Restaurant ausgeweitet. 1978 erfolgte eine weitere Modernisierung.

## Funktionsweise und Aufbau
Das achtstöckige Mühlengebäude hat eine Höhe von 26 Metern, der Abstand zwischen den Spitzen der Mühlenflügel beträgt 24 Meter. Die Grundfläche, ohne Küche, beträgt 140 m².
Das Erdgeschoss diente zur An- und Ablieferung der Waren und enthielt ursprünglich die Wohnung des Müllers. In der zweiten Etage darüber wurde das fertige Mehl gesiebt und in Säcke abgefüllt. In späterer Zeit wurden hier auch drei Mühlsteine für einen Motorbetrieb aufgebaut. Auch in der dritten und vierten Etage wurde gesiebt. Der eigentliche Mahlvorgang fand in der fünften Etage statt. Hier befinden sich fünf Paar Mühlsteine. Jedes Paar wiegt etwa drei Tonnen. Drei der Paare bestanden aus behauenem Kalkstein, ein anderes aus Vulkangestein, das Fünfte aus Gusseisen. Die Fundamente der Mahlanlage befinden sich in der vierten Etage. Der Abstand zwischen den Mühlsteinen ließ sich exakt bis auf einige Hundertstel Millimeter einstellen.
In der sechsten Etage befand sich die Technik für die Aufzüge und das Einfügen neuer Mühlsteine.
Wie bei allen Holländerwindmühlen lässt sich bei Sandviks Kvarn der oberste Teil der Mühle drehen, um sich so den ändernden Windrichtungen anzupassen. Bei den sonst auf Öland überwiegend gebräuchlichen nach Art der Bockwindmühlen gebauten Mühlen wird die gesamte Mühle gedreht. In der siebenten Etage befindet sich der Zahnkranz, auf dem sich das oberste achte Stockwerk drehen kann. Das in den Winddrehen erfolgte über eine Kette vom Außenumlauf aus. Auch die in der achten Etage befindliche Bremse ließ sich so steuern.
Das Kronenrad befindet sich in der siebenten Etage und ist mit der Achse der Windmühlenflügel verbunden. Das 3 Meter im Durchmesser messende Rad überträgt die Windkraft in die Mühle. Auch hier befindet sich eine Bremseinrichtung, um die Flügel anhalten zu können. Sowohl das Kronenrad als auch die Antriebsschrauben verfügen über ein aus Holz geschnitztes Paternostergewinde.
Ursprünglich waren die Flügel der Mühle mit Segeltuch bespannt. Später erfolgte jedoch eine Umrüstung auf vom Umlauf aus auch während des Betriebs verstellbare Klaffen aus Holz.